# José Figueroa Balvanera
José Figueroa Balvanera (Santiago de Querétaro, Querétaro, 18??- 19??) fue un político mexicano, que fue integrante del Partido Revolucionario Institucional (PRI) y sus antecesores. Fue senador de 1952 a 1958.

## Biografía
Realizó sus estudios básicos en Querétaro, la secundaria y la preparatoria en el Colegio Civil del estado y luego en la Escuela Nacional de Agricultura, de donde egresó como médico veterinario en 1914. Realizó estudios de posgrado en Europa, Canadá, Brasil, Argentina y Estados Unidos.
Se dedicó gran parte de su vida a la docencia de su profesión. Su padre Ignacio L. Figueroa fue director de la Escuela Normal de Querétaro y su hermano Ignacio L. Figueroa Balvanera fue también senador por Querétaro entre 1936 y 1940. En 1951 fue nombrado director general de Ganadería de la entonces Secretaría de Agricultura y Ganadería.
En 1952 fue postulado candidato del PRI a Senador por Querétaro en segunda fórmula, siendo elegido para el periodo de 1952 a 1958 y que correspondió a las Legislaturas XLII y XLIII. En ellas fue presidente de las comisiones de Desarrollo Agrícola; y, de Sanidad Militar; 1er. secretario de la comisión especial de Ganadería; e integrante de la comisión de Salud.